# Manskoje Belogorje
Manskoje Belogorje (Russisch: Манское Белогорье; "Witte bergen van de Mana") is een bergrug in de Russische kraj Krasnojarsk met een lengte van ongeveer 250 kilometer. Het gebergte ligt in het westelijke deel van de Oostelijke Sajan en heeft een maximumhoogte van 1732 meter. Het bestaat geologisch gezien uit een complex van Proterozoïsche en Terreneuviaanse gemetamorfoseerde kalksteen en zandsteen, die op plekken worden doorbroken door graniet.
Het gebergte wordt gekenmerkt door een middelgebergtereliëf en wordt doorsneden door valleien van rivieren uit het stroomgebied van de Jenisej, waarvan de Mana (de naamgever) en de Sjinda de grootste zijn. De Manskoje Belogorje is overgroeid met donkere coniferentaiga, die boven de 1500 meter overgaat in schaarse begroeiing met ceders en sparren en op plekken wordt onderbroken door stukken toendra en sneeuwvelden.